# Fatima Jibrell

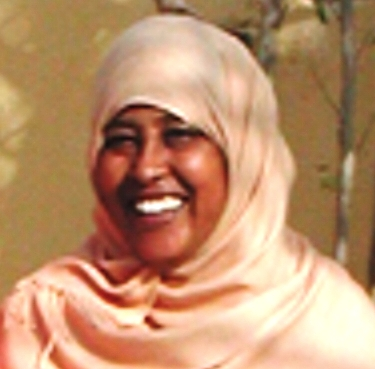
Fatima Jibrell

Fátima Jibrell (Somali: Fadumo Jibriil, Árabe: فاطمة جبريل) é uma ativista ambiental Somali-Americana. Ela foi co-fundadora e Diretora Executiva da organização "Horn of Africa Relief" e da Organização de Desenvolvimento (agora Adeso), co-fundadora da "Sun Fire Cooking", e foi fundamental na criação da Coalizão de Mulheres pela Paz.

## Biografia
Jibrell nasceu em 30 de dezembro de 1947, na Somália no seio de uma família nômade.
Seu pai era da marinha do comércio que se estabeleceu na Cidade de Nova York. Como uma criança na Somália, ela frequentou um internato Britânico até aos 16 anos de idade, quando ela deixou o país para se juntar a seu pai nos Estados Unidos. Lá, Jibrell formou-se no colégio.
Em 1969, ela voltou para a Somália e trabalhou para o governo, pelo que depois se casou com seu marido, Abdulrahman Mohamoud Ali, um diplomata. Enquanto ela e sua família estavam estacionados no Iraque, Jibrell começou os estudos de graduação na Universidade de Damasco , na vizinha Síria. Em 1981, seu marido foi transferido para os EUA, pelo que concluiu seu Bacharelado em Artes em inglês. Ela finalmente passou a frequentar um Mestrado em Trabalho Social da Universidade de Connecticut. Enquanto viviam nos EUA, Jibrell e seu marido tiveram cinco filhas. Ela também se tornou numa cidadã norte-Americano.

## O ambientalismo
Estimulada pela guerra civil na Somália, que começou em 1991, Jibrell junto com seu marido e amigos da família, co-fundadores do Corno de África, o Alívio e da Organização de Desenvolvimento, coloquialmente conhecido como "Horn Relief", uma organização não-governamental (ONG) pelo qual ela atuou como Diretora Executivo. Em 2012, "Horn Relief" mudou seu nome oficialmente para Adeso.  Quando Jibrell aposentou-se como Diretora Executivo em 2002, ela manteve um papel sobre a organização do Conselho de Administração. Adeso descreve a sua missão como nível de base de trabalho que visa a incentivar comunidades locais.
Jibrell foi fundamental na criação da Coligação de Mulheres pela Paz , para encorajar uma maior participação das mulheres na política e questões sociais. Ela também co-fundou o "Sun Fire Cooking" , que visa a introdução de fogões solares na Somália, de modo a reduzir a dependência de carvão vegetal como combustível.
Em 2008, Jibrell escreveu e co-produziu um curta-metragem intitulado de Carvão de Tráfego, que emprega um enredo de ficção para educar o público sobre a crise do carvão. O filme foi dirigido pelo cineasta Nathan Collett. 
Em 2011, Jibrell junto com o aposentado diplomata Australiano James Lindsay publicou a Paz e Leite: Cenas do Norte da Somália, um livro de fotografia sobre a Somália nómada, paisagem e vida. O trabalho recebeu elogios internacionais de organizações ambientais, incluindo o Fundação Goldman de meio Ambiente e a Résistants pour la Terre.

## Campanha Anti-carvão
Através da Horn Relief, Jibrell montou uma campanha bem-sucedida para salvar velho-crescimento de florestas de acácias na parte nordeste da Somália. Estas árvores, que podem crescer até aos 500 anos de idade, foram sendo cortadas para fazer carvão, sendo este foi assim chamado "ouro negro"e tem umaalta demanda na Península Arábica, A região das tribos Beduíno acreditam que a acácia é sagrada. No entanto, tendo um custo relativamente baixo e uma vez que atende a necessidade do usuário, a produção de carvão vegetal muitas vezes leva ao desmatamento e desertificação. Como forma de resolver este problema, Jibrell e Horn Relief formaram um grupo de adolescentes para educar o público sobre os danos irreparáveis que a produção de carvão vegetal pode criar. Em 1999, Horn Relief  coordenou uma marcha da paz no nordeste do Puntland, região da Somália, para colocar um fim nas chamadas "guerras do carvão." Como resultado dos esforços de educação de Jibrell lobby, o governo de Puntland ,em 2000, proibiu a exportação de carvão vegetal. O governo também já impos a proibição, que conduziu a uma queda de 80% nas exportações do produto.

## Prémios
Pelos seus esforços contra a degradação ambiental e desertificação, Jibrell recebeu uma série de prêmios. Em 2002, ela recebeu o Prêmio Goldman de meio Ambiente, o mais prestigiados prémio ambiental. Em 2008, ela também ganhou o National Geographic Society/Buffett Foundation Prêmio por sua Liderança na Conservação. Além disso, Jibrell recebeu a 2014 o prémio United Nations Environmental Programme (UNEP), Campeões da Terra, pelo seu trabalho na conservação ambiental.